# Duszan Sawiḱ
Duszan Sawiḱ (maced. Душан Савиќ, serb. Душан Савић, Dušan Savić; ur. 1 października 1985 w Niszu, Jugosławia) – macedoński piłkarz pochodzenia serbskiego, grający na pozycji napastnika, reprezentant Macedonii.

## Kariera piłkarska

### Kariera klubowa
Wychowanek FK Crvena zvezda. Rozpoczął karierę piłkarską w macedońskim klubie Belasica Strumica w 2004, skąd w 2006 roku przeszedł do Pobedy Prilep. W sezonie 2007/08 występował w Wardarze Skopje, po czym przeniósł się do FK Rabotniczki Skopje. W 2010 wyjechał za granicę, gdzie bronił barw rumuńskiego FC Brașov, koreańskiego Incheon United oraz uzbeckiego Paxtakora Taszkent. W 2011 powrócił do Rabotniczki Skopje. W styczniu 2012 podpisał 2,5-letni kontrakt z ukraińskim Wołyniem Łuck. Po wygaśnięciu kontraktu latem 2013 opuścił wołyński klub. 12 września 2013 jako wolny agent zasilił skład ukraińskiej Howerły Użhorod. 28 stycznia 2014 otrzymał status wolnego klienta, a już na początku marca został piłkarzem Kajsaru Kyzyłorda.

### Kariera reprezentacyjna
Występował w reprezentacji Macedonii. Łącznie rozegrał 8 gier.

## Sukcesy i odznaczenia
- mistrz Macedonii: 2007
- zdobywca Pucharu Macedonii: 2009